# Masnavi
Le Masnavi-I Ma'navi, transcrit aussi Masnawī, Maṯnawî ou Mesnevi (en persan : مثنوی معنوی, en turc : Mesnevi), est un ouvrage du XIIIe siècle écrit en persan par le poète soufi Djalâl ad-Dîn Rûmî. C'est une des œuvres les plus connues et les plus influentes du soufisme et de la littérature persane, ce qui a valu à son auteur le surnom[réf. nécessaire] de Mawlānā, « notre maître ». Le titre complet de l'ouvrage, Masnavi-I Ma'navi, peut se traduire par « Couplets rimés d'une profonde signification spirituelle ». 
Par ailleurs, le mot masnavi peut désigner tout poème composé de distiques en vers à rime plate, et il a fini par désigner un genre poétique lyrique bien particulier, appelé poésie masnavi (en).
L'œuvre de Rumi est divisée en six livres et elle comprend un total de 424 histoires allégoriques, illustrant la condition humaine dans sa recherche de Dieu. Développées en 25 000 distiques environ, les histoires du Masnavi tirent leur inspiration de versets du Coran, parfois isolés, parfois en groupe. L'ouvrage a également une importance historique, car l'auteur fait régulièrement référence à des croyances populaires et décrit les différents modes de vie des différentes couches de la société, les différents groupes sociaux, etc. Il décrit par exemple la plus ancienne méthode connue pour faire parler un perroquet. L'œuvre s'inspire aussi de fables d'Ésope, mais adaptées afin de souligner un des aspects les plus fondamentaux de l'islam, le Tawhid, c'est-à-dire le monothéisme.

## Histoire de l'œuvre
Le célèbre voyageur Ibn Battûta rapporte une anecdote sur la composition du Masnavi, entendue à Konya. On disait dans cette ville que Rûmî, dans sa jeunesse, enseignait à des étudiants dans une madrasa. Un jour un vendeur de sucrerie entra dans la salle de cours. Rûmî lui demanda une pâtisserie, et la mangea. Puis, quand le marchand sortit, Rûmî le suivit, abandonnant son cours et ses étudiants. Et Ibn Battûta poursuit: « Comme il tardait beaucoup à revenir et que ses disciples l'attendaient, ils partirent à sa recherche, mais ne le trouvèrent pas. Le cheikh revint après plusieurs années. Il avait perdu la tête et ne s'exprimait plus qu'en vers persans dont les hémistiches riment les uns avec les autres et qui sont incompréhensibles. Les étudiants le suivaient, notaient les vers qu'il déclamait et en firent un recueil qu'ils appelèrent al-Mathnawî. »
C'est son disciple Husam al-Din Chelebi (en) qui aurait suggéré à Rumi de composer une œuvre semblable aux mathnavis de Sana'i et Attar,. Rumi entreprend de lui dicter le Mathnawi à partir de 1256.
De nombreuses traductions ont été faites dans différentes langues du Moyen Orient, de l'actuel Iran à l'Inde. On trouve dans l'ouvrage nombre d'allusions liées à l'amour charnel pour signifier l'amour des croyants envers Dieu. C'était là une pratique courante, tant chez les mystiques chrétiens que musulmans.
Néanmoins, à cause de ces allusions sexuelles (quand bien même elles étaient des métaphores de l'amour envers Dieu), la première traduction en langue occidentale de James Redhouse, en 1881, a été mal reçue par la société anglaise victorienne. Redhouse avait pourtant pris soin de traduire les passages les plus osés en latin plutôt qu'en anglais. Mais c'est l'orientaliste Reynold A. Nicholson qui a donné la première traduction complète du Masnavi en anglais, en huit volumes publiés entre 1925 et 1940.

## Le genre masnavi
Même si ce genre a donné son nom à cet ouvrage, Jalâl ud Dîn Rûmî n'en est pas l'inventeur.  Les poèmes du soufi Sanaï — auquel on doit Le Jardin de la vérité (« Hadîqat al-haqîqa »), un des chefs-d’œuvre du masnavi en persan — qui ont eu une grande influence sur Rûmî de l'aveu même celui-ci, sont déjà rédigés en style masnavi. Cette forme de poésie lyrique a été reprise par de très nombreux auteurs dont certains sont célèbres durant une longue période ; on la retrouve par exemple chez le poète ottoman Fuzûlî dans le Leylâ ve Mecnun (Leila et Majnoun), ou chez le Perse Nizami dans Les Cinq joyaux. Farid Al-Din Attar l'a aussi utilisé, dans son chef-d’œuvre, La Conférence des oiseaux (Manṭiq aṭ-ṭayr), et dans son Livre divin (Elahi-nameh).
Comme le Masnavi-I Ma'navi, les textes de style masnavi sont de longs poèmes lyriques et narratifs, parfois didactiques. La disposition des rimes est singulière et diffère des autres styles poétiques utilisés dans la poésie médiévale perse, comme celle des lettres d'amour du style Ghazal ou des poèmes panégyriques du style Qasida. Le nombre de couplets est infini et les rimes se suivent par deux, à la fin de chaque hémistiche du même distique. Le Mathnawi de Rumi est composé d'environ 25 000 vers de onze syllabes. 
En Inde médiévale, ce style est principalement utilisé pour deux types de récit : le panégyrique royal et le conte romantique.
En Perse, le style masnavi fut aussi utilisé pour les romans ou pour rapporter une légende des Parthes comme dans le Vis-o Râmin de Fakhredin Assad Gorgani.

## Postérité
L'ouvrage a influencé des conteurs s'inspirant de la sagesse soufie, par exemple le cinéaste et écrivain Alejandro Jodorowsky qui le mentionne dans La Sagesse des contes.

#### Traductions
- Eva de Vitray-Meyerovitch et Djamchid Mortazavi (traduction du persan), Mathnawî. La quête de l'Absolu, Monaco, Éditions du Rocher,, 2014 (1re éd. 1990), Vol. I, 830 p. ; Vol. II, 882 p. (ISBN 978-2-268-07554-9 et 978-2-268-07555-6)
- (en) Alan Williams (Ed. + trad.), The Masnavi of Rumi. A New English Translation with Persian Text and Explanatory Notes, Londres, I.B. Tauris, 2020, vol. I, 600 p. ; vol. II 512 p. (ISBN 978-1-788-31145-8 et 978-1-788-31314-8)

#### Études
- Farideh Alavi, « Le Masnavi Ma'anavi : poésie d'amour, poésie de raison », Faculté des langues étrangères, université de Téhéran